# Seo Kang-joon
Seo Kang-joon (em coreano: 서강준; nascido Lee Seung-hwan no dia 12 de outubro de 1993), é um ator e cantor sul-coreano. Ele é integrante do boy group sul-coreano 5urprise.

## Carreira

### 2012-2015: Início
Seo assumiu partes de bits em várias séries de televisão, antes de fazer sua estréia como ator no "The Suspicious Housekeeper" da SBS.
Seu primeiro grande papel foi na série de comédia romântica "Cunning Single Lady", para o qual ele ganhou o prêmio "Best New Actor" no "7th Korea Drama Awards"
.  Ele então apareceu nas dramas de televisão What Happens to My Family? (2014-2015), "Splendid Politics" (2015) e To Be Continued (2015), bem como filmes. 
Em 2014, se juntou ao show de variedades Roommate como membro do elenco.  Ele também apareceu em "Law of the Jungle" como convidado. 

### 2016-presente: Crescente popularidade e Papéis principais
Seu papel ocorreu em 2016 como um talentoso pianista em "Cheese in the Trap".  No mesmo ano, ele estrelou seu primeiro papel principal no "Entourage" da tvN, um remake coreano da série de televisão americana com mesmo nome.  Em 2018, ele estrelou a série de ficção científica "Are You Human Too?" da KBS2.Atualmente estrela "Irei Quando O Tempo Estiver Bom".

## Filmografia

### Séries de televisão
| Ano  | Título                              | Função                        | Rede                      |
| ---- | ----------------------------------- | ----------------------------- | ------------------------- |
| 2012 | To the Beautiful You                | Estudante (ep.3,7)            | SBS                       |
| 2013 | After School: Lucky or Not          | Seo Kang-joon                 | Nate BTV                  |
| 2013 | Good Doctor                         | Estudante desordenado (ep.12) | KBS2                      |
| 2013 | The Suspicious Housekeeper          | Choi Soo-hyuk                 | SBS                       |
| 2013 | Haneuljae's Murder (Drama Festival) | Yoon-ha                       | MBC                       |
| 2014 | Cunning Single Lady                 | Gook Seung-hyun               | MBC                       |
| 2014 | What Happens to My Family?          | Yoon Eun-ho                   | KBS2                      |
| 2014 | The Best Future                     | Choi Go                       | Naver TV Cast             |
| 2015 | Splendid Politics                   | Hong Joo-won                  | MBC                       |
| 2015 | To Be Continued                     | Irmão mais velho de Ah-Rin    | MBC Every 1 Naver TV Cast |
| 2016 | Cheese in the Trap                  | Baek In-ho                    | tvN                       |
| 2016 | Entertainer                         | Lee Sang-won (ep.7-8)         | SBS                       |
| 2016 | Entourage                           | Cha Young-bin                 | tvN                       |
| 2018 | Are You Human Too?                  | Nam Shin / Nam Shin III       | KBS2                      |
| 2018 | The 3rd Charm                       | On Joon-young                 | JTBC                      |

### Filme
| Ano  | Título            | Função                   |
| ---- | ----------------- | ------------------------ |
| 2014 | My Love, My Bride | Joon-soo                 |
| 2015 | The Beauty Inside | Woo-jin (Breve aparição) |
| 2015 | Summer Snow       | Han Sang-gyu             |

### Shows de variedades
| Ano       | Título                       | Rede | Notas                         |
| --------- | ---------------------------- | ---- | ----------------------------- |
| 2014      | Happy Together               | KBS2 | Convidado (ep.366)            |
| 2014-2015 | Roommate - Season 1 & 2      | SBS  | Membro do elenco              |
| 2015      | Running Man                  | SBS  | Convidado (ep.230)            |
| 2015      | Match Made in Heaven Returns | MBC  | Convidado (ep.4-5)            |
| 2015      | Dating Alone                 | MBC  | Convidado (ep.4-5)            |
| 2015      | Taste of Others              | JTBC | Convidado (ep.4)              |
| 2016      | Law of the Jungle in Tonga   | SBS  | Membro do elenco (ep.203-211) |
| 2016      | Radio Star                   | MBC  | Convidado (ep.481)            |
| 2016      | The Return of Superman       | KBS2 | Convidado (ep.162)            |

### Vídeos musicais
| Ano  | Título da Música                  | Artista       |
| ---- | --------------------------------- | ------------- |
| 2013 | "Do You Want Some Tea?"           | Hello Venus   |
| 2014 | "Re;code Episode 5 - I'm in Love" | Ailee & 2LSON |
| 2014 | "From My Heart"                   | 5urprise      |
| 2017 | "Mysterious"                      | Hello Venus   |

## Prêmios e indicações
| Ano  | Prêmio                                       | Categoria                     | Trabalho indicado          | Resultado | Ref.   |
| ---- | -------------------------------------------- | ----------------------------- | -------------------------- | --------- | ------ |
| 2014 | 7th Korea Drama Awards                       | Best New Actor                | Cunning Single Lady        | Venceu    |        |
| 2014 | 16th Seoul International Youth Film Festival | Best New Actor                | Cunning Single Lady        | Indicado  |        |
| 2014 | MBC Drama Awards                             | Best New Actor                | Cunning Single Lady        | Indicado  |        |
| 2014 | KBS Drama Awards                             | Best New Actor                | What Happens to My Family? | Indicado  |        |
| 2014 | SBS Entertainment Awards                     | Best Male Newcomer            | Roommate                   | Indicado  |        |
| 2015 | 8th Korea Drama Awards                       | Excellence Award, Actor       | Splendid Politics          | Indicado  |        |
| 2015 | 8th Korea Drama Awards                       | Hot Star Award                | Splendid Politics          | Venceu    | [ 14 ] |
| 2016 | tvN10 Awards                                 | Made in tvN, Actor in Drama   | Cheese in the Trap         | Indicado  |        |
| 2016 | 1st Asia Artist Awards                       | Best Entertainer Award, Actor | Cheese in the Trap         | Venceu    | [ 15 ] |